# Lenzima
Lenzima è una frazione del comune di Isera in provincia autonoma di Trento.

## Storia
Lenzima è stato un comune italiano istituito nel 1920 in seguito all'annessione della Venezia Tridentina al Regno d'Italia. Nel 1929 è stato aggregato al comune di Isera.